# Maleagi Ngarizemo
Maleagi Ngarizemo (ur. 21 czerwca 1979 w Windhuku) – piłkarz namibijski grający na pozycji obrońcy.

## Kariera klubowa
Karierę piłkarską Ngarizemo rozpoczął w klubie Mae Dae Chiefs FC, w którym grał w latach 1998-2003. W 2003 przeszedł do pierwszoligowego African Stars. W sezonie 2004/2005 grał w Civics FC, z którym został mistrzem kraju. W latach 2005–2007 ponownie grał w African Stars, z którym w sezonie 2006/2007 zdobył Puchar Namibii. W 2007 roku wyjechał do Południowej Afryki i w latach 2007-2009 był zawodnikiem FC Cape Town, a w sezonie 2009/2010 - Black Leopards FC. W latach 2010–2012 grał w Kanadzie, w North York Astros, z którego w 2011 był wypożyczony do WSA Winnipeg.

## Kariera reprezentacyjna
W reprezentacji Namibii Ngarizemo zadebiutował w 2001 roku. W 2008 roku był powołany do kadry na Puchar Narodów Afryki 2008, jednak nie rozegrał tam żadnego spotkania. Od 2001 do 2008 rozegrał w kadrze narodowej 9 meczów.